# Asilo dos Expostos (Pupileira)
O Asilo dos Expostos (Pupileira) é uma edificação localizada em Salvador, município do estado brasileiro da Bahia. Foi tombado pelo Instituto do Patrimônio Artístico e Cultural da Bahia (IPAC) em 2002, através do processo de número 004.
O Asilo de Nossa Senhora da Misericórdia, popularmente conhecido por Asilo dos Expostos, fundado em 1726 e que se manteve em atividade até a década de 1930. O Asilo dos Expostos funcionava inicialmente no prédio do Hospital da Santa Casa da Misericórdia, no entanto, no ano de 1862, sua sede foi transferida para um amplo prédio situado no Campo da Pólvora, onde permaneceu até sua extinção no século XX. Na cidade de Salvador, foi a principal instituição responsável pelo acolhimento de crianças abandonadas.
Foi tombado pelo IPAC em 2002, recebendo tombo de bens imóveis (Inscrição 56/2002).